# Dracaena braunii
Dracaena braunii Engl. è una pianta della famiglia delle Asparagacee.
È commercializzata nel mondo con il nome di "Lucky Bamboo" (anche se non ha nulla a che vedere con il bambù), riprodotte tramite talea in acqua dove solitamente vive.

## Descrizione
Fa parte di un gruppo di piccole specie arbustive con fusti sottili e flessibili. Si tratta di un arbusto che cresce in posizione verticale e può arrivare ad un'altezza di 1,5 metri con foglie di 15–25 cm di lunghezza e 1,5–4 cm di larghezza.

## Distribuzione e habitat
La specie è diffusa in Camerun, Congo, Guinea Equatoriale, Gabon.

## Coltivazione

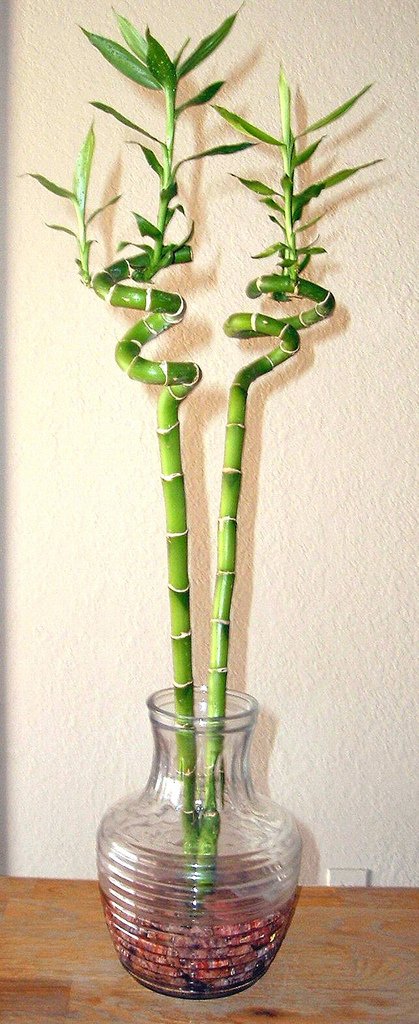
Il "Lucky Bamboo" nella forma a spirale

La Dracaena sanderiana, e le specie affini, sono piante d'appartamento molto popolari grazie anche al fatto che possono sopravvivere facilmente anche in appartamento ed alle più svariate condizioni ma con illuminazione indiretta in quanto la luce diretta del sole può causare l'ingiallimento e successivo essiccamento delle foglie e a temperature da 15 a 25 gradi centigradi.
Anche se cresce meglio in un terreno, spesso viene venduto con le radici in acqua. L'acqua deve essere completamente cambiata ogni due settimane e deve essere acqua in bottiglia, acqua del rubinetto ma "morbida" (quindi senza calcare) e con molto poco fluoro. Va bene anche l'acqua filtrata o da acquario.
I bordi delle foglie di colore giallo o marrone possono essere causati da troppa luce diretta (esposizione al sole), da un esagerato affollatamento di radici, acqua salata o addolcita o con troppo fluoro. Anche il troppo cloro può dare fastidio alla pianta, si può rimediare lasciando esposta all'aria l'acqua del rubinetto per un giorno prima dell'utilizzo.
Le strane forme che spesso troviamo nei negozi possono essere prodotte cambiando la posizione della pianta rispetto alla sorgente luminosa. Questi risultati sono difficili da raggiungere a casa dalla maggior parte delle persone ma comunque non impossibile se si ha molto tempo libero e molta pazienza.